# جهاز الاستئناف

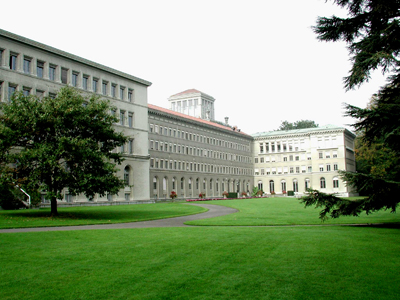
مركز ويليام رابارد، واجهة البحيرة (الشرقية) ومبنى المنتزه (الذي كان تابعًا لمنظمة العمل الدولية سابقًا). تم بناء الجناح الجنوبي الشرقي (يسار) في عام 1957.

جهاز الاستئناف لمنظمة التجارة العالمية هو هيئة دائمة من سبعة أشخاص ينظرون في طعون التقارير الصادرة عن مجالس النزاعات التي رفعتها أعضاء منظمة التجارة العالمية. تأسس في عام 1995 بموجب المادة 17 من التفاهم بشأن القواعد والإجراءات التي تحكم تسوية المنازعات (DSU). جهاز الاستئناف يمكن دعم أو تعديل أو عكس نتائج والاستنتاجات القانونية للمجلس، وتقارير جهاز الاستئناف، بعد اعتمادها من قبل مجلس تسوية المنازعات (DSB)، ويجب أن تكون مقبولة من جميع أطراف النزاع. جهاز الاستئناف يقع مقره في جنيف، سويسرا.